# K3 (géométrie)
Pour les articles homonymes, voir K3.
En géométrie différentielle ou algébrique, les surfaces K3 sont les variétés de Calabi-Yau de plus petite dimension différentes des tores. Ce sont des variétés complexes de dimension complexe 2 compactes et kählériennes. 
Les surfaces K3 possèdent en outre la propriété d'être les seules variétés de Calabi-Yau distincte du 4-tore T4 d'un point de vue topologique ou différentiel. Cependant, en tant que variété complexe, il y a un nombre infini de surfaces K3 non isomorphes. On peut notamment les distinguer par le biais du morphisme de Torelli.
André Weil (1958) les nomma en l'honneur des trois géomètres algébristes Kummer, Kähler et Kodaira, et de la montagne K2 au Karakoram.

## Caractéristiques géométriques
La plupart des surfaces K3 ne sont pas des variétés algébriques. Ceci signifie qu'il est en général impossible de les réaliser comme l'ensemble des solutions d'équations polynomiales dans un espace projectif.
Cependant, ces surfaces sont d'abord apparues en géométrie algébrique et leur nom provient des trois géomètres Kummer, Kähler et Kodaira.
Le groupe de cohomologie {\displaystyle H^{2}(X,\mathbb {Z} )} est un groupe abélien libre de rang 22. Il est muni (par le produit en cohomologie) d'une forme quadratique non dégénérée de signature (3,19). En tant que réseau, ce groupe de cohomologie contient deux facteurs de type E8. On peut décrire explicitement la base orthogonale pour cette forme quadratique en considérant le diamant de Hodge pour K3 qui s'écrit
où {\displaystyle h^{i,j}} sont les dimensions des espaces de cohomologie de Dolbeault. Par ailleurs parmi les 20 (1,1)-formes, 19 sont anti-auto-duales avec une norme-carrée négative, tandis que la (1,1) forme restante, accompagnée de la (2,0) et de la (0,2) formes, sont auto-duales et possèdent une norme-carrée positive.
Comme tous les Calabi-Yau non triviaux, on ne connaît pas à ce jour de métrique Ricci-plate (en) explicite bien que son existence soit assurée par le théorème de Yau (en).

## Utilisation en théorie des cordes
Cet espace est souvent utilisé comme espace de compactification en théorie des supercordes. Dans ce contexte, la surface K3 fait une apparition remarquable dans la dualité corde-corde qui affirme que la théorie  de type IIA compactifiée sur la surface K3 est équivalente à la corde hétérotique compactifiée sur un tore à quatre dimensions.